# Bijugis graecella
Bijugis graecella är en fjärilsart som beskrevs av Pierre Millière 1867. Bijugis graecella ingår i släktet Bijugis och familjen säckspinnare. Inga underarter finns listade i Catalogue of Life.